# Димо Гавровски
Димо Гавровски с псевдоним Кара е югославски партизанин и деец на комунистическата съпротива във Вардарска Македония.

## Биография
Роден е в град Тетово през 1921 година. Става член на ЮКП, а от 1941 година е член и на Местния комитет на ЮКП за Тетово. На следващата година става член на окръжния комитет на ЮКП за Тетово, а от 1943 и на Областния комитет на ЮКП за територията на Македония под италианска окупация. В тази си длъжност Гавроски отговаря за Кичевския район. През 1944 година загива в Гостиварско в битка с бойци на Бали Комбътар.